# Metalografía
La metalografía es la ciencia que estudia las características microestructurales o constitutivas de un metal o aleación relacionándolas con las propiedades físicas, químicas y mecánicas.
Mucha es la información que puede suministrar un examen metalográfico, para ello es necesario obtener muestras que sean representativas y que no presenten alteraciones debidas a la extracción o preparación metalográfica.
Los pasos a seguir para una preparación metalográfica son los siguientes:

## Corte metalográfico

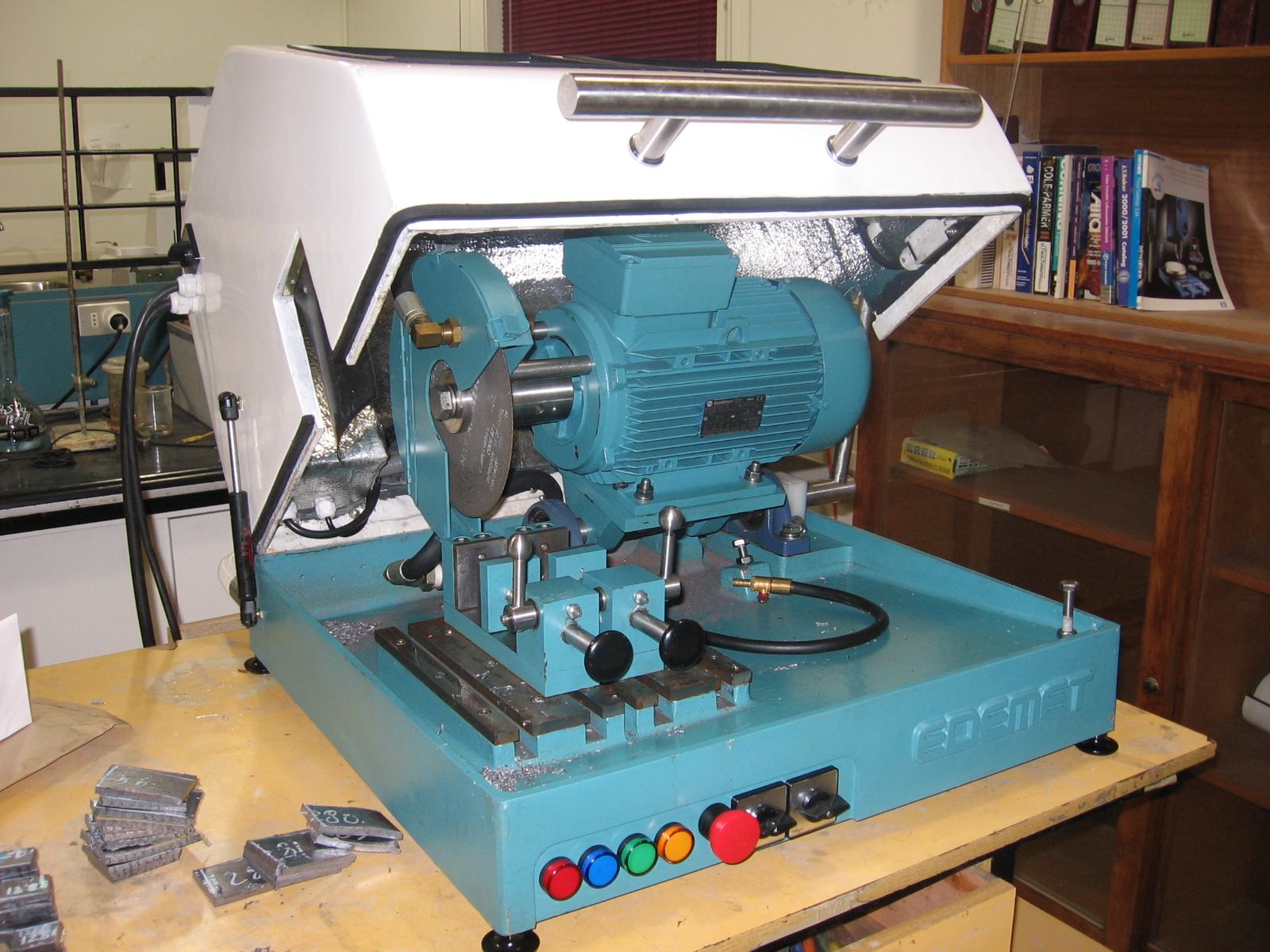
Cortadora metalográfica

Cortar la muestra con una cortadora metalográfica: es un equipo capaz de cortar con un disco especial de corte por abrasión, que tiene diferentes características, dependiendo del material a cortar, mientras suministra un gran caudal de refrigerante, evitando así el sobrecalentamiento de la muestra. De este modo, no se alteran las condiciones microestructurales de la misma.

## Incluido metalográfico

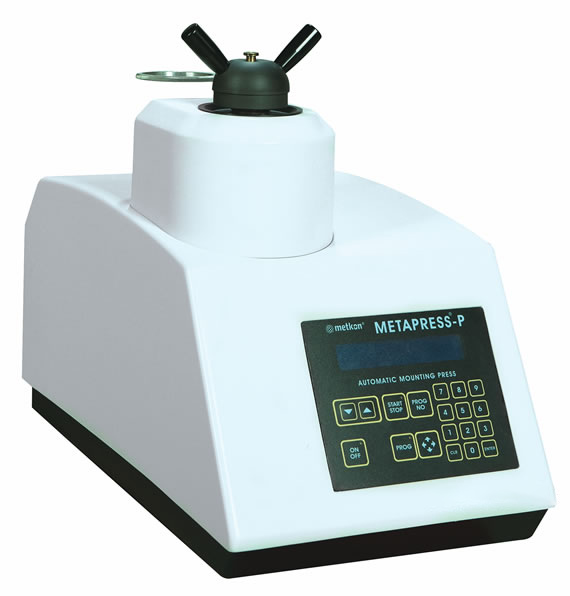
Incluidora metalográfica

La muestra cortada se incluye en resina para su mejor tratamiento posterior y almacenado. La inclusión se puede realizar mediante resina en frío: normalmente dos componentes, resina en polvo y un catalizador en líquido, los cuales se mezclan y se vierten sobre un molde con la pieza a incluir ya puesta dentro del mismo. Se debe llenar el molde hasta cubrir su totalidad. La inclusión en frío tiene la ventaja de poder incluir varias piezas en poco tiempo. Asimismo, se le puede dar cualquier forma al molde. Tiene la desventaja de formar una inclusión más bien blanda (comparada con la inclusión en caliente) y es difícil respetar las tolerancias del diámetro de embutición. Si no, se puede incluir en caliente usando una incluidora que, mediante una resistencia interior, calienta la resina (monocomponente) hasta que se deshace. La calidad y dureza de la embutición es óptima. El proceso de embutición es relativamente rápido. No es un proceso recomendado en caso de requerimientos de muchas muestras al cabo del día. Tampoco se recomienda utilizar este método para aquellas piezas que sean frágiles o sensibles al calor.

## Pulido metalográfico
Se usa el equipo suelda Metalográfica, se prepara la superficie del material, en su primera fase denominada Desbaste Grueso, se desbasta la superficie de la muestra con papel de lija, de manera uniforme y así sucesivamente disminuyendo el tamaño de grano (N.º de papel de lija) hasta llegar al papel de menor tamaño de grano. Desbaste Fino, se requiere de una superficie plana libre de ralladuras la cual se obtiene mediante una rueda giratoria húmeda cubierta con un paño especial cargado con partículas abrasivas cuidadosamente seleccionadas en su tamaño para ello existen gran posibilidad de abrasivos para efectuar el último pulido; 

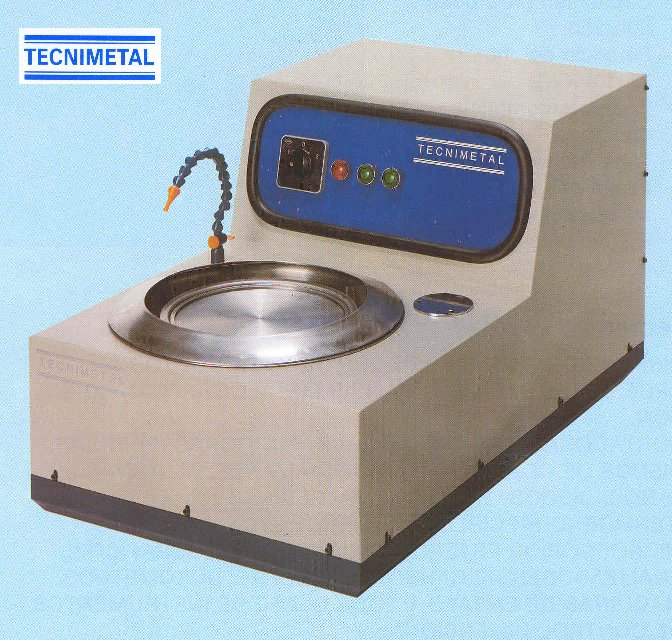
Pulidora metalográfica

La etapa del pulimento es ejecutada en general con paños macizos colocados sobre platos giratorios circulares, sobre los cuales son depositadas pequeñas cantidades de abrasivos, en general diamante industrial en polvo fino o bien en suspensión, con granulometrías como por ejemplo de 10, 6, 3, 1, y 0,25 micras
El pulido se realiza sujetando la muestra a tratar con la mano o bien mediante un cabezal automático para pulir varias muestras a la vez.
Este ejerce una presión pre-configurada hacia el disco o paño de desbaste o pulido durante un tiempo concreto. Estos parámetros deben ser configurados según el tipo de material (dureza, estado del pulido, etc.).
Opcionalmente existen sistemas con dosificador automático de suspensión diamantada.

## Ataque químico
Hay una enormidad de ataques químicos, para diferentes tipos de metales y situaciones. En general, el ataque es hecho por inmersión o fregado con algodón embebido en el líquido escogido por la región a ser observada, durante algunos segundos hasta que la estructura o defecto sea revelada. Uno de los más usados es el nital, (ácido nítrico y alcohol), para la gran mayoría de los metales ferrosos.
Una guía de los ataques químicos utilizados para revelar las fases y microconstituyentes de metales y aleaciones se pueden ver en la norma ASTM E407-07 Standard Practice for Microetching Metals and Alloys.

## Microscopio
Utilización de lupas estereoscópicas (que favorecen la profundidad de foco y permiten por tanto, visión tridimensional del área observada) con aumentos que pueden variar de 5x a 64x.
El principal instrumento para la realización de un examen metalográfico lo constituye el microscopio metalográfico, con el cual es posible examinar una muestra con aumentos que varían entre 50x y 2000x.
El microscopio metalográfico, debido a la opacidad de los metales y aleaciones, opera con la luz reflejada por el metal. Por lo que para poder observar la muestra es necesario preparar una probeta y pulir a espejo la superficie.
Existe una norma internacional ASTM E3-01 Standard Practice for Preparation of Metallographic Specimens, que trata sobre las correctas técnicas de preparación de muestras metalográficas.
- Datos: Q1128169
- Multimedia: Metallography / Q1128169